# Lokalbahn Mödling–Hinterbrühl
A Lokalbahn Mödling–Hinterbrühl egy 1000 mm-es keskenynyomtávú villamosított helyi érdekű vasút volt. Ez volt az első villamos vasút Ausztriában, és az első, tartósan üzemeltethető felsővezetékes vasút a világon. Alsó-Ausztria Mödlingi járásában, Mödling és Hinterbrühl között üzemelt. A 4,458 km hosszú vasúti pályát 1932-ben hagyták fel.

## Története
1881 elején Locomotiv-Fabriksunternehmung Krauß und Comp. engedélyt kapott a cs. k. Kereskedelmi Minisztériumtól egy a bécsi Linienwalltól Hietzing, Lainz, Speising, Mauer, Liesing, Kalksburg, Rodaun, Perchtoldsdorf, Brunn am Gebirge, Maria Enzersdorf, Mödling, Vorderbrühl útvonalon Hinterbrühlbe vezető normál nyomtávú helyi érdekű vasút technikai előmunkálatainak megkezdésére.
Krauss konkurense, a Déli Vasúttársaság fellebbezést nyújtott be Mödling állomással kapcsolatban, ahova a helyi érdekű vasút kapcsolatát a Déli Vasút Bécs–Trieszt vonalához tervezték. (Az érintettek a fenti megoldást támogatták továbbra is, így végül a Déli Vasút a Rodaun–Kaltenleutgeben szakaszt kapta meg. Lásd: Kaltenleutgebener Bahn.)
1882 elején a Déli Vasút tárgyalt a Siemens & Halske céggel vasúti elektromos alkatrészek szállításáról. A megállapodásra 1882. március elején került sor, és az üzem ugyanezen év július 15-én indult meg. Valójában a Siemens & Halskének 1883 nyaráig volt ideje felkészülni az áramfejlesztők gyártására; az öt motorkocsi, továbbá a cső felsővezeték elemeinek szállítására, melynek szerelésében a Siemens & Halske egy mérnöke segített.

Útvonal és állomások/megállóhelyek 1883/85-ben, valamint az 1935-ös bezáráskor

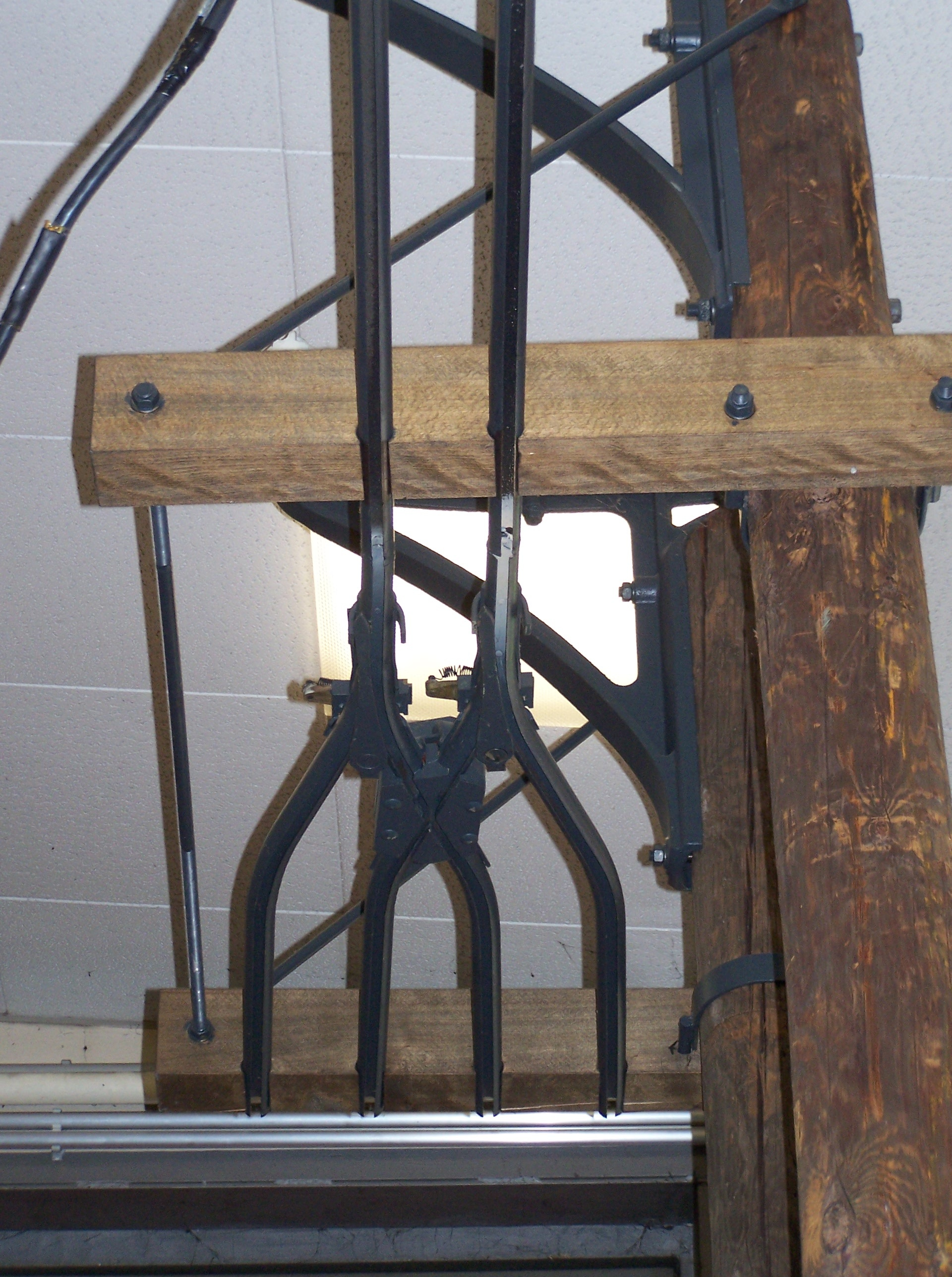
Egy felsővezeték váltó másolata a Frankfurti Közlekedési Múzeumban

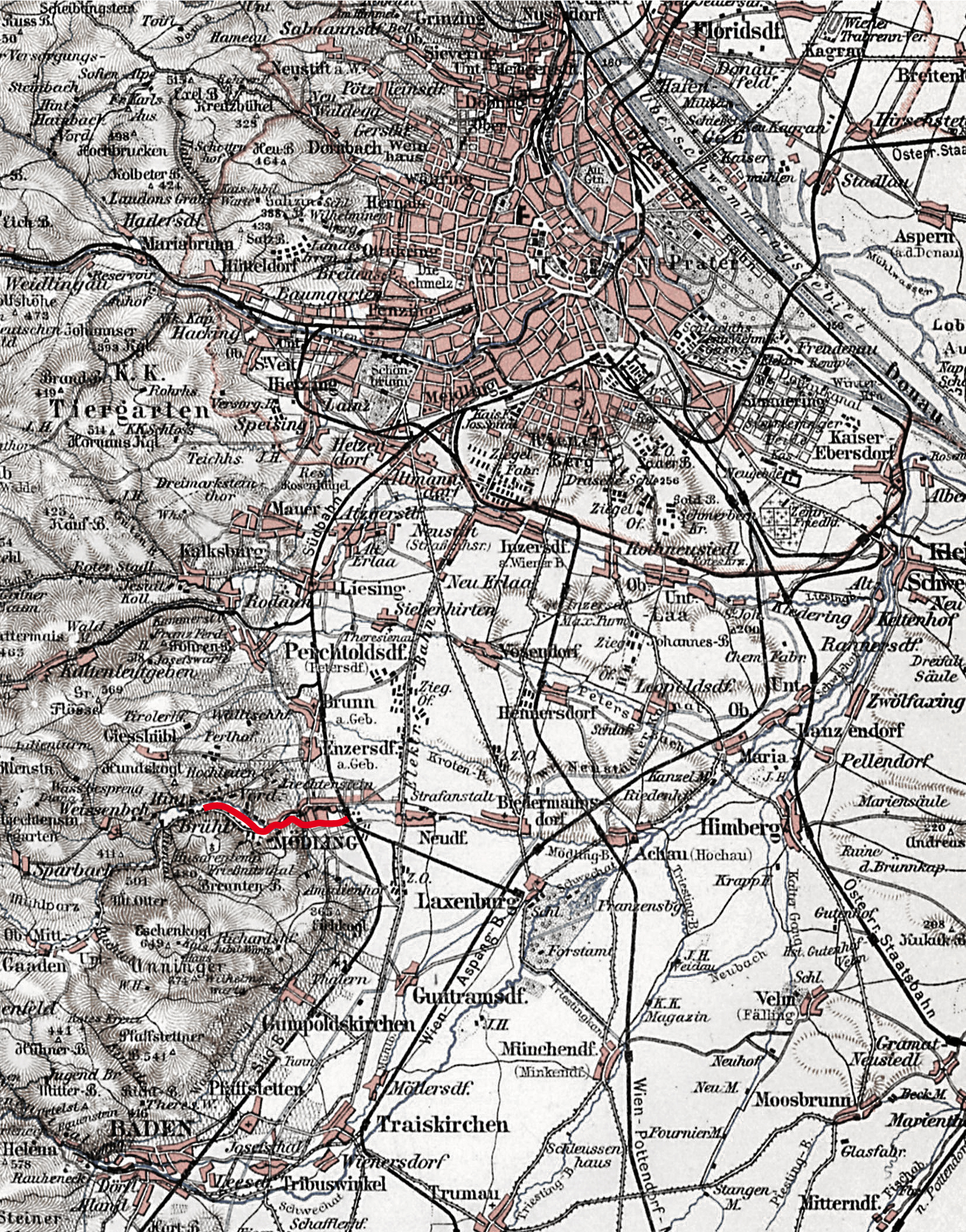
Pályatérkép 1888-ból

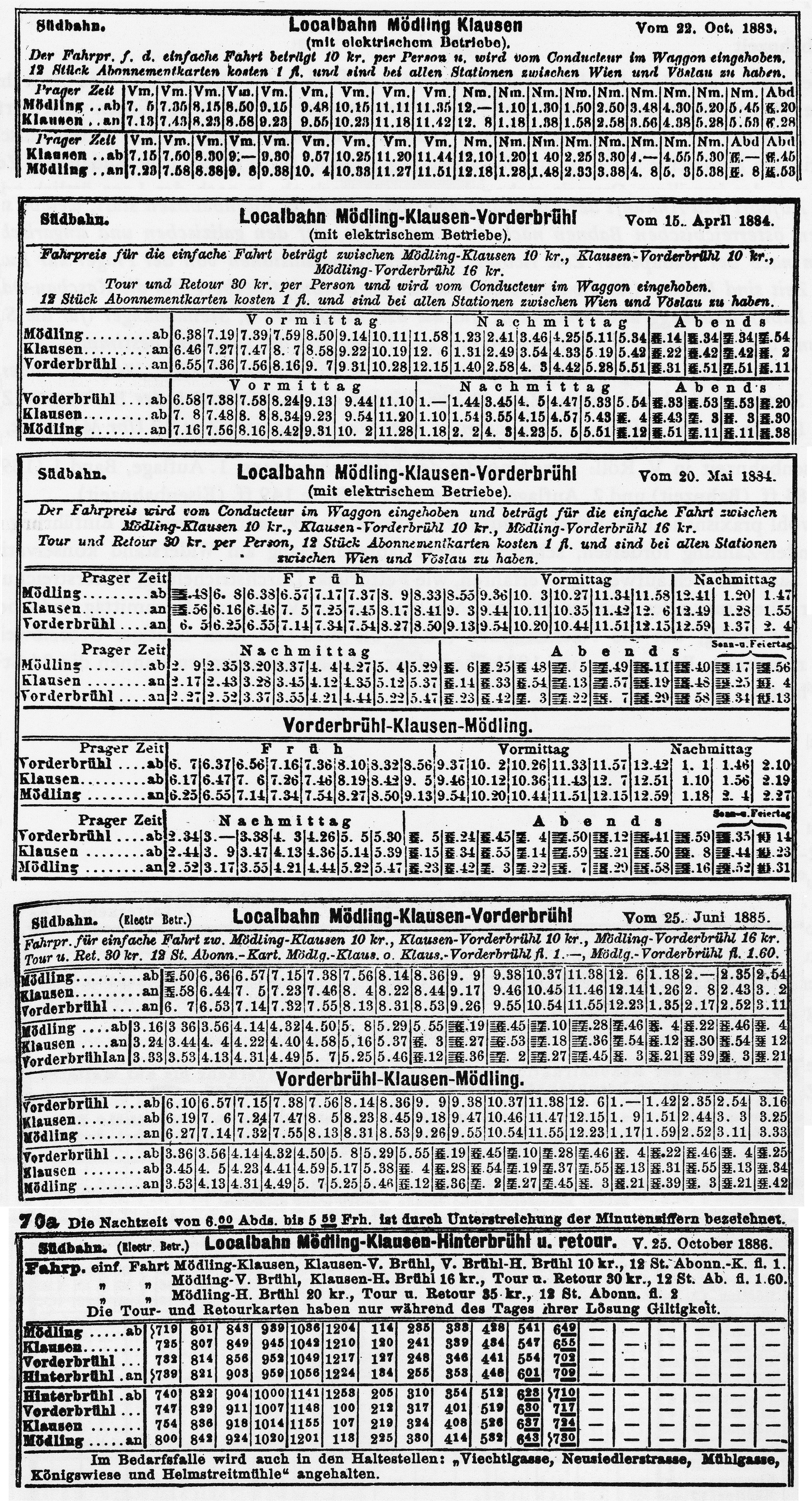
Menetrend a fennállás első négy évéből (1883-1886)

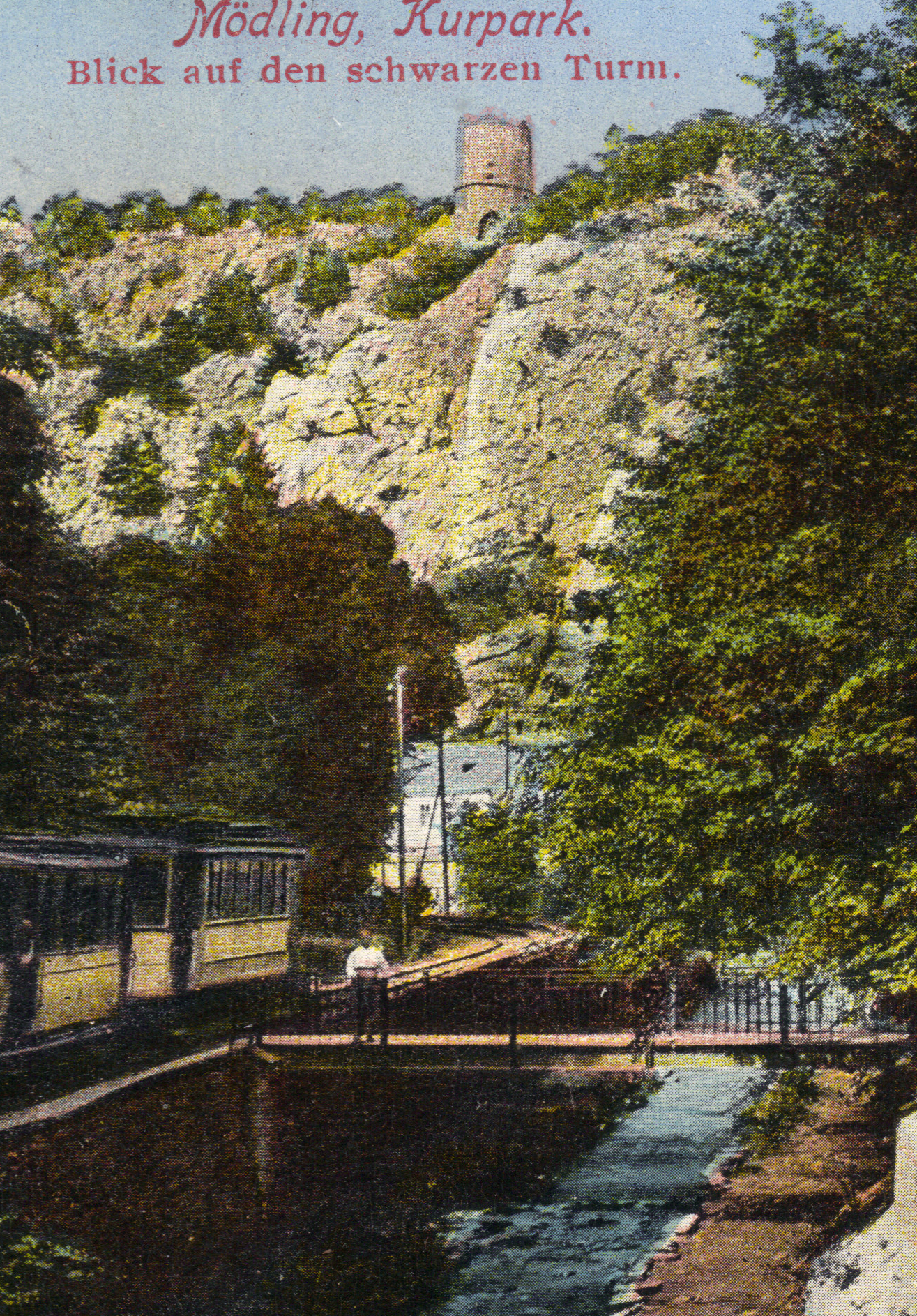
Vonat Klausenben 1900 után

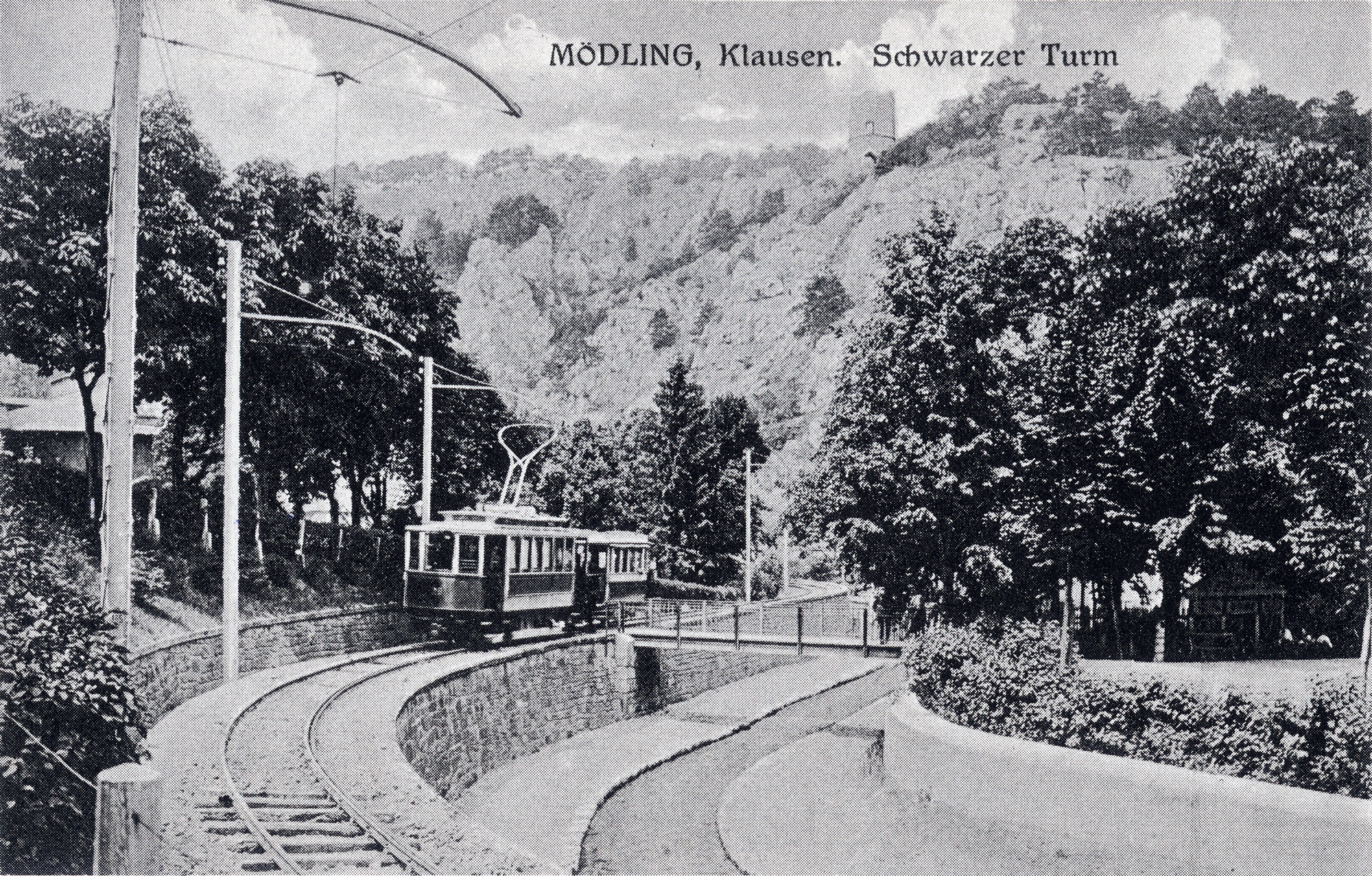
A 25 pályaszámú motorkocsi 1925-ben úton Mödling Klausen állomásra

## Fordítás
- Ez a szócikk részben vagy egészben  a   Lokalbahn Mödling–Hinterbrühl című német Wikipédia-szócikk fordításán alapul.  Az eredeti cikk szerkesztőit annak laptörténete sorolja fel. Ez a jelzés csupán a megfogalmazás eredetét és a szerzői jogokat jelzi, nem szolgál a cikkben szereplő információk forrásmegjelöléseként.